# Guy-André-Pierre de Montmorency-Laval
Guy-André-Pierre de Montmorency-Laval, né le 21 septembre 1723 au château de Bayers et mort le 22 septembre 1798 à Paris, 1er duc de Laval, premier baron de la Marche, marquis de Lezay, est un militaire français, maréchal de France.

## Famille
Fils de Guy-André de Montmorency-Laval, marquis de Lezay et de Magnac, et de Marie Anne de Turmenies de Nointel, il épouse le 28 décembre 1740 Jacqueline Hortense de Bullion de Fervaques, fille d'Anne Jacques de Bullion, marquis de Fervaques, lieutenant général des armées du Roi, chevalier des ordres du Roi, et de Marie Madeleine Hortense de Gigault de Bellefonds. Petite fille de Charles Denis de Bullion, elle fut l'héritière de sa Maison, dont elle fit entrer les fiefs, notamment les domaines de Fervaques et d'Esclimont, dans la Maison de Montmorency. Elle meurt le 30 janvier 1795 .
De ce mariage sont issus :
- Guy-André-Marie Joseph de Montmorency Laval, comte de Laval, né le 27 janvier 1744, mort de la petite vérole à Eimbeck le 15 novembre 1761. Il avait épousé Anne-Céleste-Françoise Jacquier de Vieuxmaison, morte quelques mois après son mariage, âgée de quinze ans, sans postérité ;
- Anne-Alexandre-Marie-Sulpice-Joseph de Montmorency Laval marquis puis duc de Laval ;
- Mathieu Paul Louis de Montmorency-Laval, vicomte de Laval, puis comte de Montmorency ;
- Louis Hilaire de Montmorency Laval, appelé l'abbé de Laval, né à Paris le 18 juin 1750, mort à Paris 12 août 1770 ;
- Guyonne-Hortense de Montmorency Laval, née à Paris le 22 septembre 1751, morte jeune ;
- Anne Sylvain de Montmorency Laval, né le 22 novembre 1752, mort en 1758 ;
- Guyonne-Joséphine-Elisabeth de Montmorency Laval, née à Paris le 14 février 1755, elle mourut au château d'Esclimont le 24 juillet 1830. Elle épousa, le 19 avril 1768, Louis-Joseph-Charles-Amable d'Albert de Luynes, 6e duc de Luynes, duc de Chevreuse, pair de France (1748–1807). Elle lui apporta le château d'Esclimont.

## Biographie
Connu d'abord sous le nom de marquis de Laval, il entre aux mousquetaires le 1er janvier 1741, fait la campagne de Flandre en 1742 et obtient, le 4 avril 1743, une compagnie au régiment de Royal-Pologne cavalerie.
Il combat à la Bataille de Dettingen le 27 juin suivant, et est fait, par commission du 22 août, colonel du régiment d'infanterie de son nom. En 1744, il se trouve à la prise de Wissembourg et des lignes de la Loutre, à l'attaque des retranchements de Suffelsheim et au siège de Fribourg. Il participe à la prise de Cronenbourg au mois de mars 1745. Passé à l'armée des Flandres, il se distingue, avec le régiment de Grillon, à l'affaire de Mesle, le 9 juillet, concourt à la prise de Gand, et est déclaré brigadier le 25 juillet 1745 par brevet du 1er mai.
Employé à l'armée des Flandres, en 1746, il combat à la bataille de Rocourt. En 1747, il sert aux sièges de l'Écluse, du Sas de Gand, d'Hulst, d'Axel et de Berg-op-Zooru, au siège de Maastricht en 1748, et est fait maréchal de camp par brevet du 10 mai.
Sur les côtes de la Méditerranée, en 1756, il passe dans l'île de Minorque, qui est conquise, et sert à l'assaut du fort Saint-Philippe. En Allemagne il combat à la Bataille de Hastenbeck en 1757, concourt à la conquête de l'électorat de Hanovre, et revient après la capitulation de Closterseven. Employé à la même armée en 1768, il combat à la Bataille de Krefeld.
Il se trouve à la bataille de Minden le 1er août 1759, et est déclaré lieutenant-général des armées du roi le 17 décembre de la même année. Il sert à l'affaire de Corbach en 1760, et à la Bataille de Villinghausen en 1761. Il est pourvu cette année du gouvernement de Mont-Dauphin, puis de celui de Compiègne, et enfin honoré du bâton de maréchal de France le 15 juin 1783.

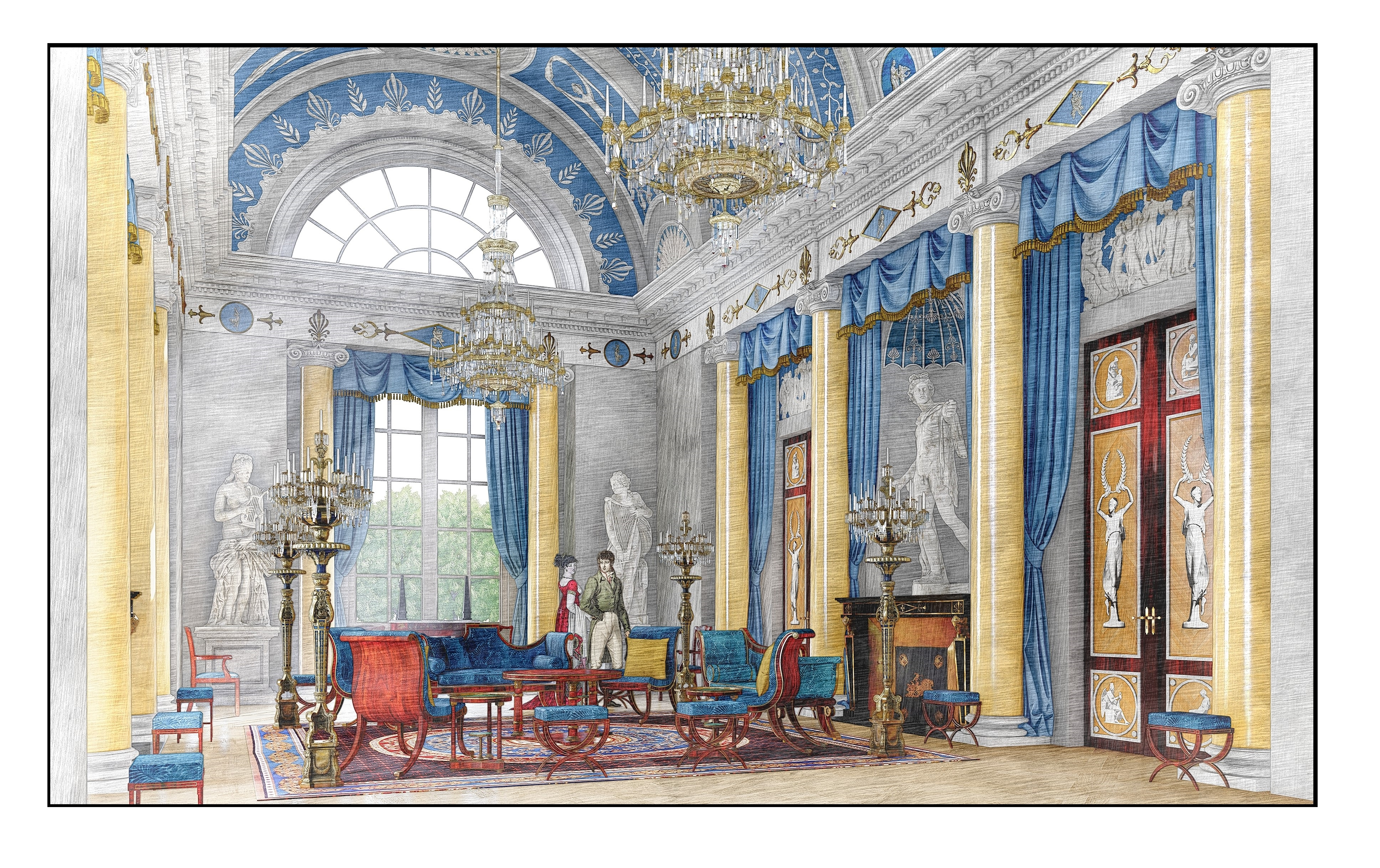
Restitution de la salle de concert du pavillon de chasse du duc de Laval à Paris, en 1804.

Ses services, ceux de ses ancêtres et la grandeur de sa maison, lui ont mérité l'honneur d'être élevé à la dignité de duc héréditaire, par lettres du mois d'octobre 1758, enregistrées le 29 novembre suivant, portant union de la baronnie d'Arnac et autres terres voisines au marquisat de Magnac, et érection du tout en duché, sous le nom de Laval, pour lui et ses descendans mâles, avec extension aux enfants et descendants mâles de feu Joseph-Pierre, comte de Montmorency-Laval, son parent (Maison de Laval-Tartigny).
À la Révolution, il n'émigre pas et meurt à Paris en 1798.
Son frère Louis-Joseph de Montmorency-Laval, cardinal-évêque de Metz, est nommé Grand aumônier de France en 1786 à la suite du scandale de l'Affaire du collier de la reine, mais doit émigrer en 1791 et meurt en exil en 1808.